# Zusammenrückung
Die Zusammenrückung ist ein Begriff der Grammatik und bezeichnet eine Art der Bildung neuer Wörter, allerdings keine regelhafte Wortbildung im Sinne der linguistischen Morphologie. Die Bildung eines neuen Wortes erfolgt vielmehr so, dass eine ganze Wortgruppe (Syntagma) zunächst nach den Regeln der Syntax gebildet wurde, dann aber als ein einziges neues Wort aufgefasst wird. Die Wörter werden also in einem Einzelfall, so wie sie sind, „zusammengerückt“. Als Folge davon können Zusammenrückungen in ihrem Inneren auch (Spuren von) Flexionsformen der beteiligten Wörter enthalten, wogegen sonst Flexion im Inneren von Wortbildung als ausgeschlossen gilt.
Beispiele: trotzdem, dabei, immerzu, zuguterletzt, Hohepriester.
Als Zusammenrückungen werden auch sog. Satzwörter wie „Tunichtgut“ und Substantivierungen anderer Syntagmen wie „Nichtsnutz“ verstanden.
Das Verhältnis zwischen Zusammenrückung und Komposition wird uneinheitlich gesehen. Teilweise wird für eine Notwendigkeit argumentiert, Fälle wie Vaterunser, Gernegroß, Vergißmeinnicht oder Taugenichts gegen Komposita abzugrenzen, denn bei diesen Zusammenrückungen bestimmt die zweite Komponente nicht die Wortart des ganzen Ausdrucks. Außerdem kommen in Komposita sonst keine Flexionselemente vor, anders als in Zusammenrückungen wie Langeweile. In einigen Quellen werden jedoch Zusammenrückungen in den Begriff der Komposition mit einbezogen.
Der alternative Begriff Univerbierung oder Univerbation wird oft als Synonym, manchmal aber auch allgemeiner verstanden, d. h. manchmal bezieht er auch Grammatikalisierung mit ein, also die Bildung von grammatischen Affixen aus vormals selbständigen Wörtern, etwa die Entstehung der romanischen Adverb-Endung -ment(e) aus dem lateinischen Wort mens ‚Geist, Verstand‘ oder des ähnlichen deutschen Suffixes -weise aus dem Substantiv Weise ‚Art, Methode‘.

## Abgrenzungen
Die Zusammenrückung ist nicht zu verwechseln mit der Zusammenbildung, bei der gleichzeitig Komposition/Zusammensetzung und Derivation vorliegen wie bei Um-den-heißen-Brei-Schleicherei. Hier wurde um den heißen Brei herumschleichen bei der Bildung des Wortes nicht nur „zusammengerückt“, sondern zusätzlich durch das Morphem {-ei} abgeleitet, während bei den Zusammenrückungen keine Derivation beteiligt ist. Anders verhält es sich mit Breifresserei, da hier Fresserei als Wort vorhanden ist. Daher gehört es zu den Determinativkomposita. Ein weiterer Kandidat für Komposition ist Sauregurkenzeit: Hier bestimmt die erste Komponente, saure Gurken, die zweite, Zeit, näher. Ein Determinativverhältnis liegt bei einer Zusammenrückung nicht vor.